# الأموربيدات
الأموربيدات (باللاتينية: Amaurobiidae): هي فصيلة من عناكب النسيج الصوفي أو النسيج اللزج ثلاثية المخلب والتي يمكن إيجادها في الشقوق والحفر أو تحت الأحجار حيث تبني ملاجئها، ويتم صيدها غالبا بواسطة فخ الحفرة المخفية. ولكن أحيانا تكون الجحور المفرغة واضحة تماماً في التربة اليابسة والطميّة. ويصعب التمييز بينها والعناكب ذات الصلة في الفصائل الأخرى، وخصوصا العبشوقيات Agelenidae وعناكب المد البحري Desidae وفصيلة Amphinectidae المدمجة لاحقا بفصيلة عناكب المد البحري. تعتبر علاقاتها داخل الفصيلة أو بين الفصائل مثيرة للجدل، فوفقا لفهرس العناكب العالمي World Spider Catalog عام 2023، أن فصيلة الأموروبيدات تضم 286 نوع ضمن 50 جنس.
في أستراليا، هم عبارة عن عناكب بحجم صغير إلى متوسط من كاملات المناسل Entelegyne بأقل قدر من الشِباك الرقيقة. تنتشر إلى حد كبير في تاسمانيا وبالقرب من البر الرئيسي لأستراليا في الغابات المطيرة الأكثر برودة، وبعضها في الكهوف. وتنتشر بشكل واسع على طول خط الساحل الشرقي ولكنها غير شائعة هناك. تمتلك عموما ثماني أعين متماثلة بصفين منحنيين بشكل تحفظي. يكون غالبا لديها شعيرات الأطراف المُنظِّمة للنسيج Calamistrum على الجزء الذي يربط نهاية الساق بجزء tibia في الساق الرابعة metatarsus IV المرتبطة بعضو غزل الحرير Cribellum.
ويمكن التفريق ما بين الأموربيدات الأسترالية وفصيلة Amphinectidae من خلال غياب القطعة الأخيرة للساق pretarsal fracture وغياب الدائرة الموجودة على السطح الجانبي لأول جزء من الساق الأولى retrocoxal hymen on coxa I.

## إعادة التصنيف
أن هذه الفصيلة ضمت وفقدت العديد من الأجناس بسبب تحليل الحمض النووي واسع النطاق لفصائل العناكب. فقد فقدت الأجناس Bakala وManjala لفصيلة عناكب المد البحري Desidae، بينما استقبلت فصيلة التوكسوبيدات Toxopidae جنس Midgee والجنس أحادي النوع Jamara. بالمقابل، اكتسبت بعض العناكب الأسترالية البنية متوسطة الحجم من الفصيلة السابقة Amphinectidae، بما فيها الأجناس Tasmabrochus وTasmarubrius وTeeatta، والتي تعتبر جميعها شائعة في تاسمانيا وبر أستراليا الرئيسي.